# Haemulon plumierii
Haemulon plumierii és una espècie de peix de la família dels hemúlids i de l'ordre dels perciformes.

## Morfologia
Els mascles poden assolir els 53 cm de longitud total.

## Distribució geogràfica
Es troba des de la badia de Chesapeake fins al Brasil, incloent-hi el Golf de Mèxic, el Carib i les Antilles.